# Jos Sasse
Jos Sasse (* 23. Oktober 1957) ist ein ehemaliger niederländischer Marathonläufer.
1984 wurde er Dritter, 1985 Vierter, 1986 Zweiter und 1987 Siebter beim Zevenheuvelenloop. 1988 siegte er beim Frankfurt-Marathon mit seiner persönlichen Bestzeit von 2:13:15 h. Zwei Jahre später wurde er an selber Stelle Dritter in 2:16:23. 1996 wurde er Zweiter und 1997 Fünfter beim Montferland Run.